# Boris II. Bugarski
Boris II. (bug. Борис II) bio je car Bugara 969. – 977.

## Vladavina
Boris II. je bio najstariji sin cara Petra I. Bugarskog i Marije Irene Lekapene, unuke bizantskog cara Romana I. Lakapena. Godine 931., posjetio je Carigrad sa svojom majkom, a 968., ponovno je otišao tamo, zbog dogovaranja primirja s carem Nikeforom II. Fokom. To je primirje trebalo popraviti odnos Bugarske i Bizanta. Godine 969., kijevska invazija je ponovno pobijedila Bugare te je Petar I. abdicirao i postao redovnik. Borisu II. je bilo dopušteno vratiti se u Bugarsku te zasjesti na očevo prijestolje.
Premda je Boris postao car, on nije mogao boriti se protiv kijevskog kneza Svjatoslava I., kojeg je priznao za svog saveznika, ali i gospodara te je na kraju postao zarobljenik novog bizantskog cara, Ivana I. Cimiska, koji ga je odveo u Carigrad, gdje je tijekom javne ceremonije Boris dobio titulu magistrosa. Premda je simbolično Bugarsko Carstvo propalo, Bizantinci nisu imali stvarnu vlast nad zapadnim dijelom Bugarske, kojim je vladala obitelj Kometopuli („sinovi grofa”), čiji su se pripadnici smatrali regentima za zarobljenog Borisa, premda je bizantski car na njihov pokret gledao kao na pobunu. Boris je uspio pobjeći iz Carigrada, ali ga je 977. u Bugarskoj ubio neki bugarski vojnik, zamijenivši ga za Grka.

## Obitelj
Sa svojom ženom nepoznata imena, Boris II. je imao barem dvije kćeri, od kojih je jedna bila zaručena za bizantskog cara Bazilija II., dok je druga bila zaručena za Konstantina VIII.